# Mehållstjärnarna (Junsele socken, Ångermanland, 707344-155667)
Mehållstjärnarna är en sjö i Sollefteå kommun i Ångermanland och ingår i Ångermanälvens huvudavrinningsområde.